# Gymnothorax isingteena

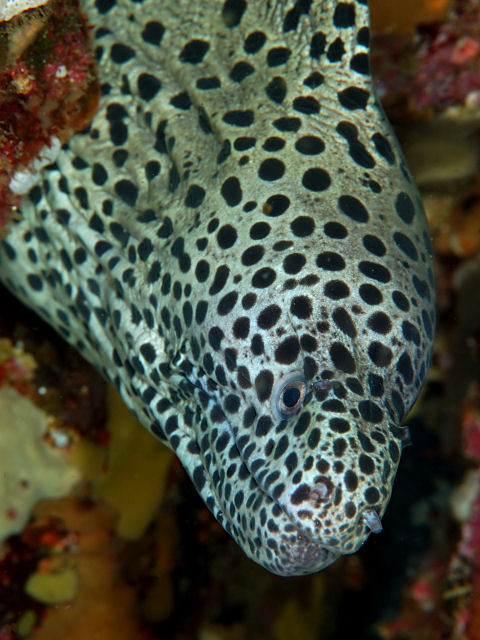
A differenza di G. favagineus, le macchie di G. isingteena sono distanziate e non formano reticoli

La murena leopardo (Gymnothorax isingteena (Richardson, 1845)) è un pesce osseo marino appartenente alla famiglia Muraenidae.

## Distribuzione e habitat
L'areale della specie comprende l'Indo-Pacifico tropicale a ovest fino alle Comore e a Mauritius e a est fino alle coste occidentali dell'oceano Pacifico a nord fino al Giappone meridionale e a sud fino all'Australia.
Si tratta di una specie legata all'ambiente corallino costiero.
Vive fra 3 e 30 metri di profondità.

## Descrizione
L'aspetto generale è quello comune alle murene. La colorazione è biancastra con numerosi punti neri rotondi e di piccole dimensioni, piuttosto distanziati fra loro.
Raggiungendo i 180 cm di lunghezza.

## Biologia

### Comportamento
È una specie solitaria. Vive negli anfratti dei coralli lasciando fuoriuscire solo la testa.

## Pesca
Non è oggetto di pesca.

## Conservazione
Questa specie occupa un vasto areale dove è piuttosto comune, non viene pescata e non appare soggetta a minacce. Per questo la Lista rossa IUCN la classifica come "a rischio minimo".